# Mito del cero papel

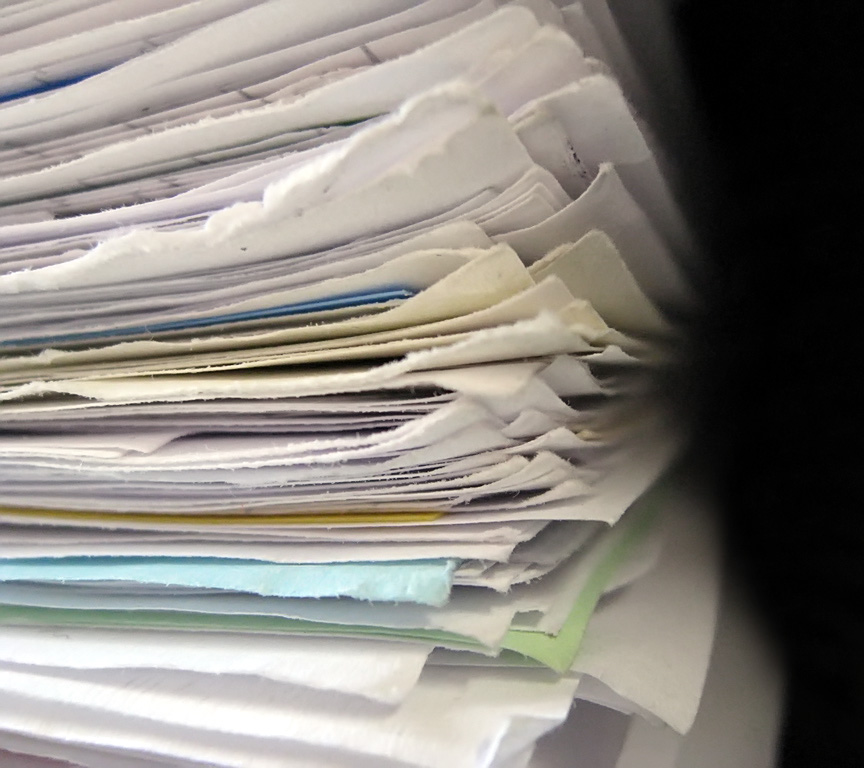
Pila de papeles escritos.

Antes de la informatización masiva de la economía, el papel en sus distintos formatos y calidades, era el principal y casi único soporte de información, y para su mejor y más sencillo manejo, era dispuesto en estanterías o en archivadores circulares, preservado en carpetas o encuadernaciones, y a veces transcrito o trasladado a otros soportes (tarjeta perforada, microfichas, etc). Y precisamente, una de las ventajas que se destacaron en los posteriores proyectos de informatización, fue el menor uso que se podría hacer de la papelería para allí registrar datos, con la posibilidad incluso de llegar al ideal del « cero papel ». De esta forma, entre otras cosas sería posible hacer economías significativas en el consumo del papel, y de generar así beneficios significativos en el plano económico pero también en el plano medioambiental. Algunos estudios muestran que la « dematerialización » (término en realidad poco apropiado para designar el pasaje del soporte de información de tipo material o físico a soporte electrónico o similar), no suprime en realidad el consumo de papel, ya que este insumo continuó siendo necesario como soporte de información en muchas oficinas e instituciones de todo tipo, y aún en el entorno de los centros informáticos, a través de impresiones (a veces para uso interno de los programadores en la depuración de programas), a través de fotocopias (para por ejemplo manejar en las reuniones…), etc.
De todas maneras, el consumo global de papel ha continuado creciendo a pesar de la informatización, y por ejemplo entre 1988 y 1998, el consumo de papel en los países industrializados ha aumentado en 24 %, a pesar de que en este período, la capacidad del almacenamiento electrónico de datos se desarrolló a gran velocidad.
Bien podría afirmarse entonces que el pasaje al « cero papel » es una falacia o un mito. Para algunos investigadores de la 'École Polytechnique Universitaire de Montpellier', el « cero papel » no es más que un eslogan detrás del cual las industrias de informática y de telecomunicaciones por largo tiempo se sintieron amparadas respecto de la responsabilidad social que les podría ser imputada. Para Florence Rodhain, investigador en el centro de estudios de Montpellier que viene de ser citado, las nuevas tecnologías, como por ejemplo las tabletas digitales, no fueron introducidas en las empresas con algún objetivo ecológico.
No obstante, se continúa pensando que la « dematerialización » permitiría alcanzar fácilmente objetivos de desarrollo sostenible. Obviamente, el balance medioambiental de la dematerialización no es muy simple de establecer. Por ejemplo, la actividad correo de los servicios postales está en retroceso libre en todo el mundo. En Francia por ejemplo, después de « haber crecido hasta el año 2001 », el volumen del correo de tipo tradicional « comenzó a decrecer a partir del año 2002 al ritmo de algo menos del 1 % anual, para alcanzar el 3 % anual en el año 2008 », y luego el 3,5 % anual en el año 2010, lo que representa un volumen considerable de pérdida de tráfico. En el año 2010, el grupo francés La Poste anticipaba que « la evolución del uso del correo tradicional, comportará una baja de volumen del 30 % en los próximos 5 años, según otros operadores postales europeos ».
Siempre refiriéndonos a Francia, cabe señalar que el llamado 'Plan France numérique 2020' prevé que « el papel como soporte de información deberá ser definitivamente abandonado en la administración, y por tanto la totalidad de las tareas administrativas deberán ser dematerializadas ».